# František Lízal
František Lízal (30. září 1840 Měrůtky – 7. října 1900 Nětčice) byl rakouský politik z Moravy; poslanec Moravského zemského sněmu.

## Biografie
Narodil se roku 1840 v Měrůtkách u Kroměříže. Byl synem tamního pololáníka Floriána Lízala. Vychodil národní školu v Lutopecnách, od roku 1851 studoval německou školu v Kroměříži, kde absolvoval tři třídy gymnázia. Roku 1856 převzal usedlost v Měrůtkách. Od roku 1866 tam byl obecním starostou. Roku 1867 se přestěhoval do Nětčic, kde byl později rovněž zvolen za starostu, přičemž tento úřad zastával, s šestiletou přestávkou, až do své smrti. Od roku 1867 byl předsedou místního čtenářského spolku, od roku 1873 členem okresního silničního výboru ve Zdounkách (od roku 1877 byl předsedou okresního silničního výboru). Byl též předsedou politického spolku v Kroměříži a předsedou společnosti pro výstavbu železnice ze Zdounek do Nemotic. Do zemského sněmu byl jako kandidát navržen již počátkem 70. let, ale ustoupil tehdy Josefu Jáškovi.
Koncem 19. století se zapojil i do vysoké politiky. V zemských volbách v roce 1890 byl zvolen na Moravský zemský sněm, kde zastupoval kurii venkovských obcí, obvod Kroměříž, Zdounky. Mandát zde obhájil i v zemských volbách v roce 1896. Poslancem byl až do své smrti roku 1900. Pak ho na sněmu nahradil Jan Přikryl. V roce 1890 se na sněm dostal jako rolnický kandidát mladočechů, respektive za jejich moravskou odnož Lidovou stranu na Moravě.
Zemřel v říjnu 1900. Příčinou úmrtí byla srdeční vada a vodnatelnost.